# 1970 год в истории метрополитена
В этой статье перечисляются основные  события из истории метрополитенов в 1970 году. Полужирным шрифтом выделены открытия новых транспортных систем.

## События
- 5 мая — открыта 7-я станция Бакинского метрополитена «Улдуз».
- 30 июня — открыто электродепо «Дачное» Ленинградского метрополитена.
- 25 декабря — открыты 25-я и 26-я станции Ленинградского метрополитена «Елизаровская» и «Ломоносовская» на Невско-Василеостровской линии.